# Cephaloascus albidus
Cephaloascus albidus är en svampart som beskrevs av Kurtzman 1977. Cephaloascus albidus ingår i släktet Cephaloascus och familjen Cephaloascaceae.   Inga underarter finns listade i Catalogue of Life.